# ورم نقيي مهاود
الورم النقيي المهاود يُصنف على أنه وسيط في مجموعة من الأمراض التدريجية التي تُسمى الاعتلال البلازماوي. في هذا الطيف من الأمراض يتسبب استنساخ خلايا البلازما التي تفرز البارابروتين أحادي النسيلة (يُطلق عليه أيضًا بروتين الورم النقيي أو بروتين M) في المرض الحميد نسبيًا للاعتلال الجامائي أحادي النسيلة غير محدد الأهمية. يتكاثر هذا الاستنساخ وقد يتطور ببطء إلى نسخ فرعية أكثر عدوانية تسبب الورم النقيي المهاود. يتسبب المزيد من التطور السريع في حدوث المرحلة الخبيثة العلنية للورم النخاعي المتعدد، ويمكن أن يؤدي بعد ذلك إلى المرحلة الخبيثة للغاية من الابيضاض البلازماوي الثانوي. وهكذا يتطور بعض المرضى الذين يعانون من الورم النخاعي المهاود إلى الورم النخاعي المتعدد والابيضاض البلازماوي. ومع ذلك فإن الورم النخاعي المهاود ليس مرضًا خبيثًا حيث يتم وصفه بأنه مرض محتمل التسرطن يفتقر إلى الأعراض ولكنه مرتبط بوجود خزعة نخاع العظم التي تحتوي على عدد غير طبيعي من خلايا الورم النقوي النسيلي والدم أو البول المحتوي على بروتين الورم النقيي.

## التشخيص
يتميز الورم النقيي المهاود بما يلي:
- بارابروتين المصل > 30 جم / لتر أو بروتين بولي أحادي النسيلة ≥500 مجم لكل 24 ساعة.
- خلايا البلازما النسيليّة > 10% و <60% على خزعة نخاع العظم
- لا يوجد دليل على تلف العضو النهائي الذي يمكن أن يعزى إلى اضطراب خلايا البلازما.
- لا يوجد حدث محدد للورم النخاعي (> 60% من خلايا البلازما في نخاع العظم أو نسبة السلسلة الخفيفة المشاركة / غير المتورطة> 100)

## العلاج
يركز علاج الورم النقيي المتعدد على العلاجات التي تقلل من تعداد خلايا البلازما النسيلية وبالتالي تقلل من علامات وأعراض المرض. إذا كان المرض بدون أعراض تمامًا (أي أن هناك بارابروتين وعدد غير طبيعي من نخاع العظام ولكن لا يوجد تلف نهائي للأعضاء) كما هو الحال في الورم النقيي المهاود، يتم عادةً تأجيل العلاج، أو يقتصر على التجارب السريرية.
تستجيب هذه الأورام بشكل عام للمعادلة بـ انترلوكين 1β.

## التطور المرضي
يرتبط الورم النقيي المهاود مع زيادة نسبة السلسلة الخفيفة الخالية من المصل غير الطبيعية (FLC) بخطر أكبر للتقدم إلى الورم النقيي المتعدد النشط.